# نطاق عالي
نطاق عالي (بالإنجليزية: Passband)‏ هو مدى الترددات أو أطوال الموجية التي تمر من خلال مرشح. إشارة النطاق العالي ( يقصد به الإشارة التي تمتلك فقط طاقة في النطاق العالي) تعرف على انها إشارة النطاق العالي وهي عكس النطاق أساسي..

## المرشحات

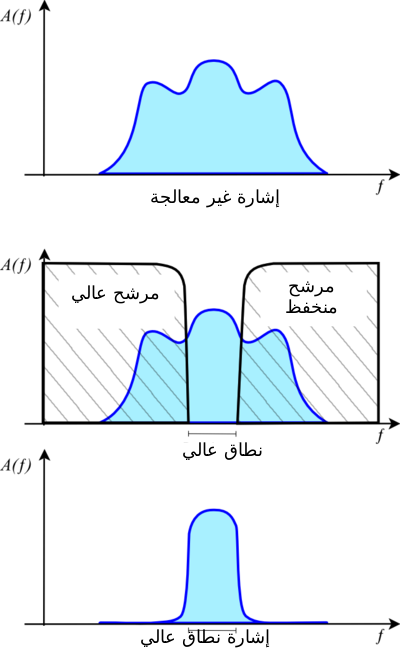
إشارة غير مرشحة (الرسم البياني العلوي).ترشيح ممر الموجة يطبق على الإشارة (الرسم البياني المتوسط). الناتج إشارة ممر الموجة (الرسم البياني السفلي). A) و (هي وظيفة تردد الإشارة أو بعد التصفية في وحدات التعسفي.

في مجال الاتصالات، و البصريات، والصوتيات، النطاق العالي (ترشيح النطاق العالي ) هو جانب من مجال النقل الترددي ( فقدان الحد الأدنى أو الحد الأقصى النسبي) في بعض أجهزة التصفية. وبعبارة أخرى، هو نطاق الترددات التي تمر من خلال مرشح أو مجموعة من المرشحات. يوضح الشكل المرافق تخطيط موجي للتصفية عن طريق النطاق العالي بواسطة مرشح الترددات المنخفضة ومرشح الترددات العالية.
جهاز المذياع تمتلك ضابط لمرشح النطاق العالي واسع يكفي لاستيعاب عرض النطاق الترددي للإشارة الراديو التي تبثها المحطات .

## البث الرقمي
هناك نوعان رئيسيان من طرق نقل الاتصالات الرقمية: نطاق أساسي ونطاق عالي.
- في نطاق أساسي: عند استعمال خط الترميز، يسبب هذا سلسلة نبضات أو ترنيم بمطال النبضة (PAM) . يستخدم المرشح مع الأسلاك غير مفلتر مثل كابلات الألياف الضوئية وصلات النحاس قصيرة المدى، على سبيل المثال: V.29 ، V.35، آي إي إي إي 802.3
- في نطاق عالي : يتم استخدام التضمين الرقمي بحيث يتم حجز سوى مجموعة تردد محدود في بعض مرشحات النطاق العالي للقناة. وعادة ما يستخدم مرشح النطاق العالي للبث في الاتصالات اللاسلكية وممر القنوات مثل خطوط DSL. كما ان المرشح يسمح بمضاعفة التردد وانقسامه. يتم تحويل تيار البت الرقمي الأول بإشارة نطاق أساسي، ثم إلى إشارة راديو. على الجانب المتلقي يستخدم المستخلص للكشف عن الإشارات وعكس عملية التشكيل.الجهاز الذي يحتوي على مرشح التضمين والإستخلاص يسمى مودم